# Кадар, Янош
Я́нош Ка́дар (венг. Kádár János, до 1945 фамилия Черманек, венг. Csermanek, 26 мая 1912, Фиуме, Австро-Венгрия — 6 июля 1989, Будапешт, Венгерская Народная Республика) — венгерский государственный, политический и партийный деятель, фактический руководитель Венгерской народной республики на посту генерального секретаря Венгерской социалистической рабочей партии (с 1956 по 1988 годы); в 1956—1958 и 1961—1965 годах также занимал должность премьер-министра ВНР.
Был приведен к власти в стране в результате советской интервенции в связи с событиями осени 1956 года. Период его правления, отмеченный либерализацией политической жизни и доступностью товаров народного потребления, получил у его противников название «гуляш-коммунизма», однако ныне значительная часть венгерского общества испытывает ностальгию по «временам Кадара» с их высоким уровнем и качеством жизни. Трижды Герой Социалистического Труда Венгрии.

## Ранние годы
Янош Кадар был внебрачным ребёнком Борболы Черманек, служанки словацко-венгерского происхождения, от солдата Яноша Крецингера, и детство будущего венгерского лидера прошло в лишениях и нищете. Уроженец ныне хорватской Риеки (тогда вольный город Фиуме) в составе Транслейтании, входившей в состав Австро-Венгрии, по тогдашним законам родного города был зарегистрирован при рождении под итальянским именем Джованни Черманек.
В 1918 году в возрасте шести лет перебрался с матерью в Будапешт. Как лучший ученик класса в начальной народной школе получил право бесплатно учиться в Высшем начальном городском училище. Однако с 14 лет он был вынужден оставить школу, был подсобным рабочим, а затем механиком в типографии. В юношеские годы увлекался книгами, шахматами и футболом. В возрасте 16 лет Янош Черманек победил на открытом шахматном турнире, устроенном профсоюзом парикмахеров, и был награждён венгерским переводом книги Фридриха Энгельса «Анти-Дюринг», которая, по его собственному признанию, побудила у него интерес к марксизму и изменила образ мышления.
Убеждённый социалист, Черманек по предложению друга детства Яноша Фенакеля вступил в сентябре 1931 года в ячейку имени Я. М. Свердлова запрещённой Федерации коммунистической рабочей молодёжи (KIMSZ), комсомольской организации нелегальной Компартии Венгрии, получив свой первый подпольный псевдоним — Барна («Шатен»). Следующий псевдоним Черманека — Кадар («Бондарь») — в 1945 году официально стал его фамилией. В ноябре 1931 года комсомолец становится и одним из «пятисот смелых» — членов Компартии, действовавшей в жёстких условиях правоавторитарного режима.
Членство в Компартии отразилось на судьбе Кадара: несколько раз он задерживался хортистскими властями по обвинениям в незаконной агитации и нелегальной политической деятельности. В 1933 году секретарь ЦК Комсомола Кадар был арестован и осуждён на два года тюремного заключения. В тюрьме организовал голодовку, за что был переведён в Сегед в тюрьму строгого режима Чиллаг, где встретил своего будущего политического противника Матьяша Ракоши. В дальнейшем Кадар, следуя линии Енё Ландлера на энтризм коммунистов в социал-демократические организации, вступил в 1935 году в Социал-демократическую партию Венгрии, причём вскоре даже возглавил ячейку СДПВ в VI районе Будапешта.

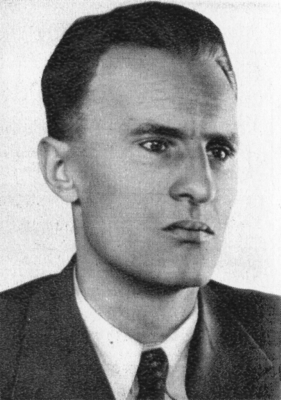
Янош Кадар в 1942 году.

Во время Второй мировой войны Янош Кадар был активным участником движения Сопротивления в Чехословакии, Венгрии и Югославии. Пребывая в Венгрии, он выступил одним из инициаторов создания антифашистского Венгерского Фронта. В 1941—1942 годах входил в Пештский областной комитет Коммунистической партии Венгрии; в 1942 году был введён в состав ЦК, а в 1943 году избран секретарём ЦК КПВ. В апреле 1944 года по поручению партии выехал в Югославию, надеясь установить связь с местными коммунистическими партизанами, но был арестован как дезертир. В ноябре 1944 года во время этапирования в Германию бежал из перевозившего его поезда.
В своих воспоминаниях бывший начальник управления кадров ГУПП РККА генерал-лейтенант Н. В. Пупышев сообщает, что в октябре 1944 года в тыл немецких войск в Венгрии «были высажены 10 партизанских групп, в которые наряду с нашими бойцами входили и венгры. В страну возвратились из Советского Союза часть политэмигрантов, в том числе А. Апро и Я. Кадар».
3 апреля 1964 года за личный вклад в дело борьбы с фашизмом в годы Второй мировой войны Яношу Кадару Указом Президиума Верховного Совета СССР было присвоено звание Героя Советского Союза с вручением ордена Ленина и медали «Золотая Звезда» (№ 11218).

## Послевоенные годы
После падения нилашистского режима и освобождения Венгрии от немецких оккупантов в апреле 1945 года Янош Кадар был избран депутатом Временного национального собрания, а также членом Политбюро ЦК Венгерской коммунистической партии (ВКП), а в 1946 году — заместителем генерального секретаря ЦК ВКП. Параллельно в апреле 1945 года — августе 1948 года он был секретарём Будапештского горкома партии.
В марте 1948 года председательствовал в комиссии по объединению Коммунистической и Социал-демократической партии в Венгерскую партию трудящихся, а 5 августа 1948 года стал министром внутренних дел. В это время Кадар поддерживал сталинистскую модель социализма и даже сыграл важнейшую роль в аресте Ласло Райка, обвинённого в «титоизме» и «антисоветской деятельности».
Однако Кадар превратился в потенциального соперника руководителя страны Матьяша Ракоши, высказываясь в пользу расширения личных прав и свобод граждан Венгрии и ограничения ракошистского террора. В июне 1950 года переведён с должности министра внутренних дел на должность руководителя отдела партийных и массовых организаций ЦК ВПТ, а в апреле 1951 года снят и с этого поста.
Вскоре вместе с главой МИДа Дьюлой Каллаи он был арестован и сам обвинён в титоизме и сотрудничестве с венгерской охранкой во время войны. В июне 1951 года он был лишён депутатского мандата, затем объявлен Ракоши «предателем» и заключён в лагеря на неопределённый срок. Какое-то время находился в заключении в СССР, в частности во Владимирском централе. Иосип Броз Тито во время переговоров 2 ноября 1956 года заявит, что Кадар во время своего заключения подвергался жестоким истязаниям и мучениям: так, югославский лидер поведал советской стороне сюжет о том, как сын Михая Фаркаша, следователь по делу Кадара Владимир Фаркаш, во время допроса мочился в рот Кадару, который связанным лежал на полу. В декабре 1952 года Верховный суд Венгрии приговорил его к пожизненному заключению. На свободу Янош Кадар вышел только благодаря начатым в СССР процессам десталинизации в июле 1954 года, после смерти Сталина и назначения премьер-министром Венгрии Имре Надя.

## Кадар и восстание 1956 года
Назначенный первым секретарём отделения Венгерской партии трудящихся (ВПТ) в индустриальном XIII районе Будапешта, Янош Кадар вскоре становится одним из самых популярных венгерских политиков благодаря поддержке рабочих в вопросах расширения самостоятельности профсоюзов, что позволяет ему стать членом правительства Имре Надя.
Распространённое заблуждение о Кадаре как о яром противнике реформ Надя не соответствует действительности: как и Надь, Кадар был объектом преследований при Ракоши и поэтому считал себя соратником главы правительства. Первоначально он всецело поддерживал политический курс Надя, направленный на либерализацию и демократизацию политической жизни в стране, освобождение политзаключённых, отмену цензуры и привлечение к государственному управлению дружественных ВПТ политических партий. В условиях нависшей угрозы советского военного вмешательства после оглашения Надем стремления выхода страны из Организации Варшавского договора Янош Кадар даже заявил, что «ляжет под первый русский танк, нарушивший границы Венгрии». 26 октября 1956 года он стал членом Директории, 28 октября — председателем ЦИК, а 30 октября — министром в кабинете Надя.
Однако кровавые стычки в центре Будапешта, самосуды над работниками органов госбезопасности и партийными работниками и растущая активность антикоммунистических кругов в Венгрии убедили Кадара в том, что ситуация вышла из под контроля требовавшей умеренных реформ ВПТ и единственным выходом будет сотрудничество с Советским Союзом и другими государствами соцлагеря.
Исследователь Венгрии Татьяна Пынина считает, что, вступая в переговоры с советскими дипломатическими и военными представителями и поступаясь некоторыми принципами, Кадар стремился спасти нацию от возобновления руководства Матяша Ракоши, чтобы затем  постепенно проводить демократические  реформы.
Поэтому 1 ноября 1956 года Кадар и Ференц Мюнних с помощью советских дипломатов покинули Венгрию, а 2 ноября 1956 Кадар уже вёл переговоры с руководителями стран ОВД в Москве. 4 ноября 1956 года в Ужгороде Кадар встретился с Никитой Хрущёвым и обсудил с ним вопросы формирования нового венгерского правительства. 7 ноября 1956 года Кадар прибыл в Будапешт вслед за советскими войсками, а на следующий день в 5:05 утра объявил о переходе всей власти в стране к возглавляемому им Революционному рабоче-крестьянскому правительству. Примечательно, что советское руководство изначально видело главою правительства не Яноша Кадара, а Ференца Мюнниха, однако после переговоров с югославами, где Тито предложил кандидатуру Кадара, советское руководство пересмотрело свою позицию.

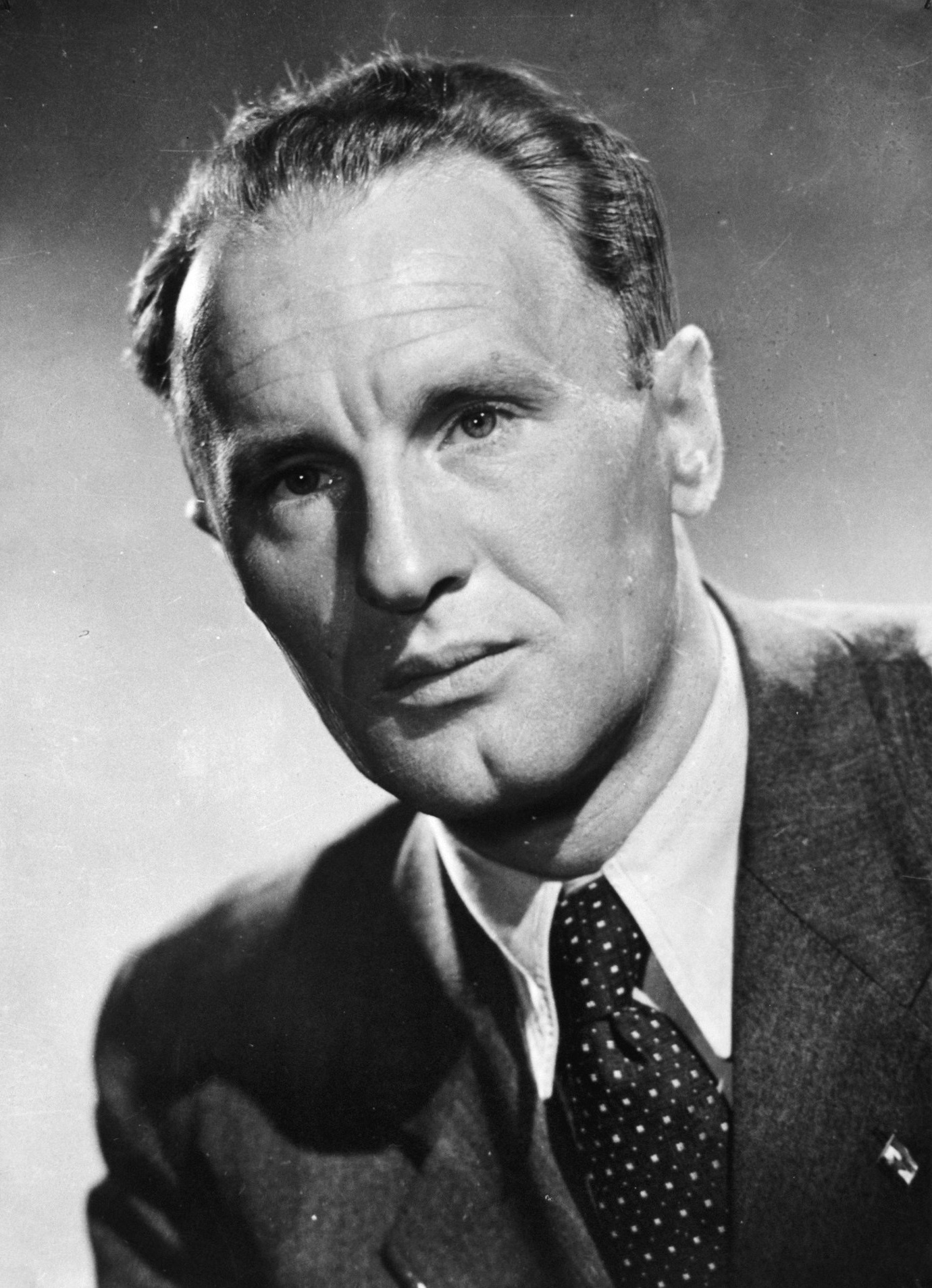
Янош Кадар в 1962 году.

Кадар, заняв посты премьер-министра и лидера Венгерской социалистической рабочей партии, созданной взамен бывшей ВПТ, объявил 15 пунктов своей программы, которые предусматривали сохранение социалистического и демократического характера Венгерского государства, сохранение его суверенитета, прекращение уличных боёв и восстановление порядка, повышение жизненного уровня населения, пересмотр пятилетнего плана в интересах трудящихся, борьбу с бюрократией, развитие венгерских традиций и культуры, а также близкое сотрудничество с остальными социалистическими государствами, сохранение советского контингента в 200 000 военнослужащих и переговоры с ОВД о выводе войск из страны.
Также Кадар заявил, что ракошистский лозунг «Кто не с нами, тот против нас» будет заменён более демократическим — «Кто не против нас, тот с нами», что подразумевало широкую амнистию оставшимся в Венгрии участникам восстания. Имре Надю, скрывшемуся совместно с Дьёрдем Лукачем, Гезой Лошонци и вдовой Ласло Райка Юлией в посольстве Югославии, также было обещано, что ему будет предоставлена возможность свободно покинуть страну. Тем не менее, когда бывший премьер 23 ноября 1956 года выехал из югославского посольства, он был обманным путём арестован и через два года казнён. Всё же Кадар ограничился только осуждением руководителей восстания и не позволил органам госбезопасности начать преследования её рядовых участников, объявив последним амнистию.

## Эпоха Кадара
Пытаясь достигнуть общественного успокоения, Янош Кадар в 1961 году выдвинул лозунг «кто не против нас, тот с нами», который предопределил некоторую либерализацию и отсутствие жесткой цензуры.
Несмотря на жёсткий советский контроль, Янош Кадар сумел за время своего руководства партией и государством осуществить ряд новаторских экономических реформ, способствовавших либерализации экономики и росту уровня жизни населения, который длительное время не уступал этому показателю в развитых западных странах. Кадар инициировал развитие в Венгрии частного сектора в сельском хозяйстве и сфере обслуживания, устранив препятствия для мелкого предпринимательства самозанятых и значительно расширив права занятых в коллективных хозяйствах. Тем не менее, хозяйственная реформа 1968 года, призванная повысить эффективность экономики, но так и не достигнувшая своих целей, была постепенно свёрнута под влиянием подавления Пражской весны в Чехословакии. Заключенный в 1973 году договор с СССР позволил стране пользоваться дешёвыми советскими энергоносителями. Советский Союз был главным импортером венгерской промышленной и сельскохозяйственной продукции.

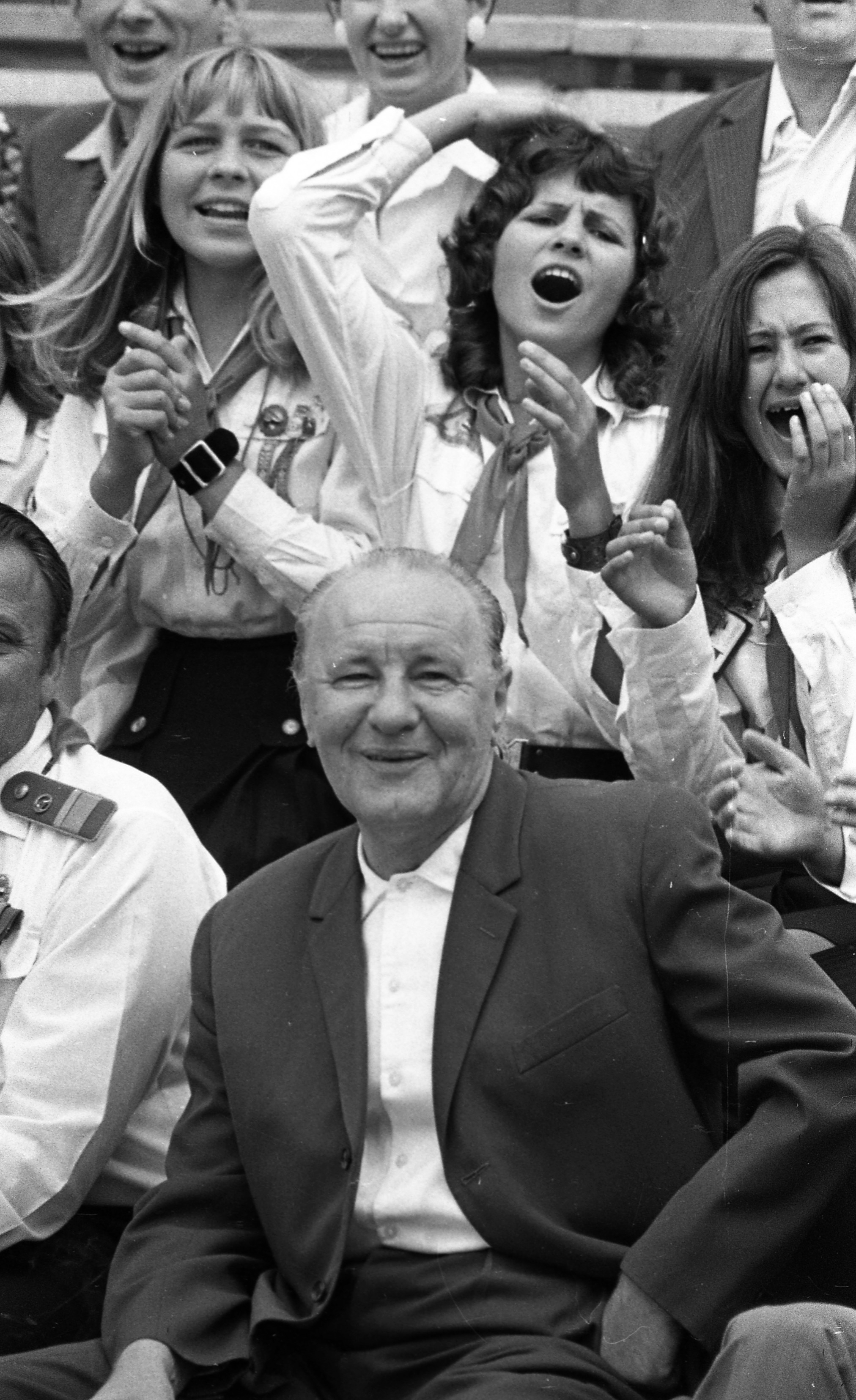
Янош Кадар в окружении пионерок, 1972 год.

В период до конца 1980-х годов Венгрия занимала лидирующие положения среди социалистических стран по ряду отраслей, в частности в электронной промышленности. Страна вышла на первое место в Европе по производству пшеницы и мяса из расчёта на душу населения, и на второе — по количеству яиц. В отличие от большинства стран социалистического лагеря, потребительский рынок в Венгрии практически не страдал от дефицитов товаров народного потребления, а магазины были заполнены недорогими товарами со всего света. Обратной стороной экономического благополучия Венгрии был рост внешнего долга, который, впрочем, наблюдался и у ряда других стран Центрально-Восточной Европы.
Благодаря реформаторскому курсу Кадара Венгрию, наряду с Польшей, стали называть «самым весёлым бараком в социалистическом лагере», а экономический строй в стране — «гуляш-коммунизмом» («гуляшным коммунизмом»; венг. gulyáskommunizmus). В Венгрии была наиболее мягкая цензура, граждане пользовались правом свободного выезда за рубеж.
При Кадаре Венгрия вышла в число мировых лидеров по туризму. Количество туристов, посещавших Венгрию, возросло в десятки раз; в страну приезжали туристы не только из Восточной Европы и СССР, но и из Канады, США и Западной Европы, приносившие в бюджет Венгрии значительные суммы. Венгрия установила близкие отношения с развивающимися странами, принимая множество иностранных студентов. Свидетельством нормализации отношений с Западом стало возвращение американцами Святой Короны короля Иштвана I из Форт-Нокса на родину в 1979 году. Кроме того, Венгрия во второй половине 1980-х стала первой и единственной социалистической страной, обладавшей трассой «Формулы-1».
Кадар ушел со своих постов в мае 1988 года, передав управление ВСРП Карою Гросу. 12 апреля 1989 года последний раз  выступил с речью на заседании Центрального комитета Венгерской социалистической рабочей партии .  Скончался 6 июля 1989 года. За месяц до смерти пригласил к себе католического священника, что стало  неожиданностью для близких Кадара.

## После смерти
Похоронен на кладбище Керепеши в Будапеште — традиционном месте захоронения выдающихся деятелей венгерской культуры, науки и политики.

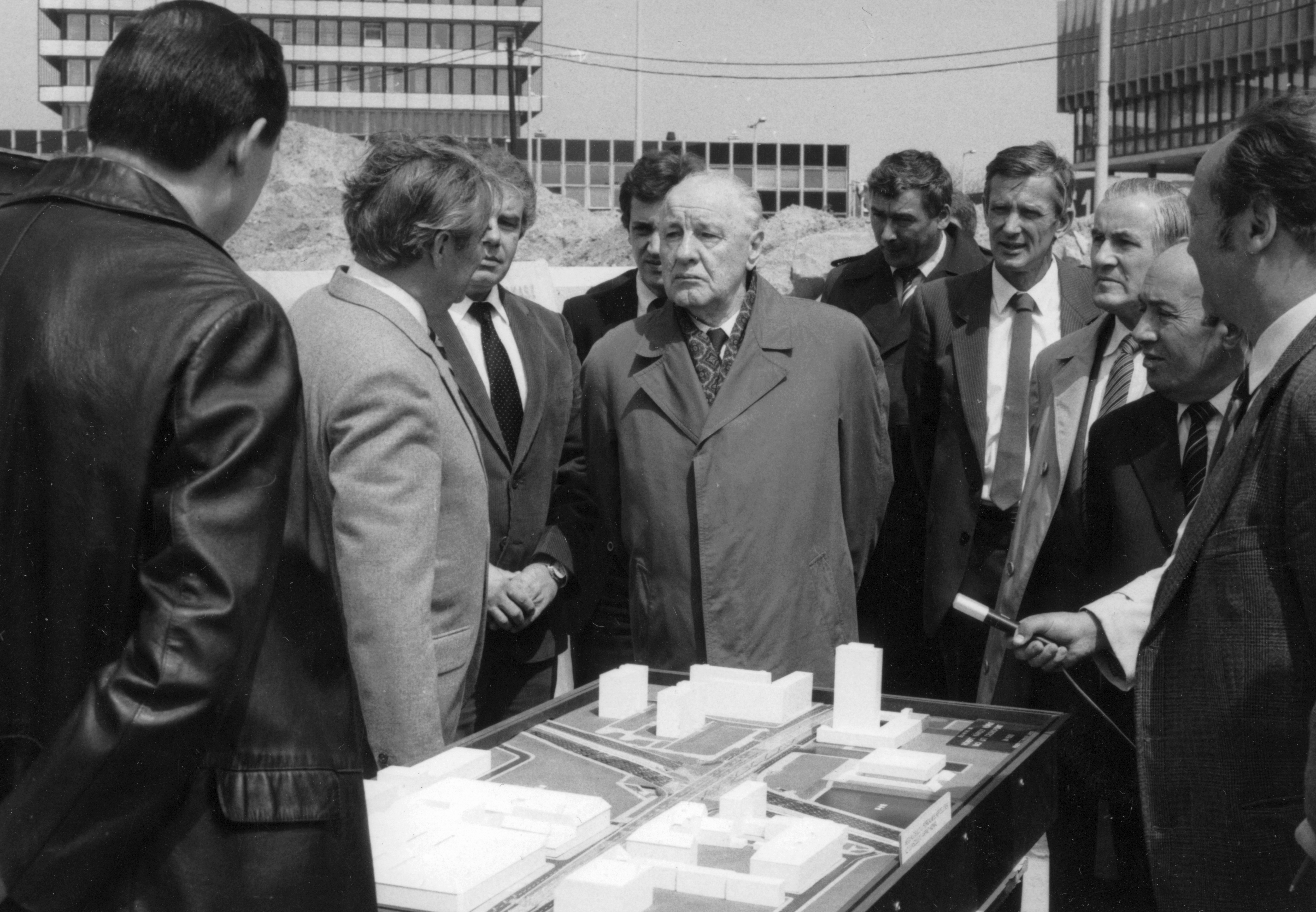
Яношу Кадару докладывают о состоянии работ по реконструкции транспортной развязки у моста Арпада, 1984 год.

В ночь на 2 мая 2007 года неизвестными вандалами могила Яноша Кадара, а также урна с прахом его жены были вскрыты, останки похищены. На склепе, находящемся рядом с могилой Кадара, была оставлена надпись: «Убийце и предателю нет места в святой земле!», намекающая на строчку из песни «Neveket akarok hallani» группы «Kárpátia». Премьер-министр Венгрии Ференц Дьюрчань в своём специальном обращении заявил следующее: «У этого подлого и омерзительного акта нет оправдания. Это уголовное преступление не имеет никакого отношения к политике и истории. Его осудит каждый нормальный, цивилизованный человек».

## Оценки
Венгры сравнивали своего лидера с императором Францем-Иосифом. «И того и другого население в принципе приняло, хотя и не без оговорок. И тот и другой сумели добиться социально-политической стабильности в обществе и, хотя ограниченного, но вполне конкретного материального благосостояния подданных», — сказал о нём современный венгерский историк Ласло Контлер.

## Награды
- Трижды Герой Социалистического труда ВНР (1962, 1972, 1982);
- Орден «За заслуги» 1-й степени;
- Герой Советского Союза (3 апреля 1964 года)
- три ордена Ленина (03.04.1964; 25.05.1972; 25.05.1982)
- орден Октябрьской Революции (25.05.1987)
- Орден Клемента Готвальда (13.5.1982)[15]